# Росоха, Степан Юрьевич
Степан Юрьевич Росоха (укр. Степан Юрійович Росоха; 27 мая 1908, с. Драгово, Австро-Венгрия (ныне Хустский район, Закарпатская область, Украина) — 20 апреля 1986, Торонто, Канада) — закарпатский украинский общественно-политический деятель, заместитель Председателя Сейма Карпатской Украины (1939), журналист, издатель. Доктор права (1935). Деятель ОУН.

## Биография
После окончания Береговской гимназии, в 1930 году поступил на философский факультет Пражского Карлова университета. В 1934 получил диплом преподавателя гимназии. С 1932 одновременно учился на юридическом факультете Украинского свободного университета, где в 1935 получил степень доктора права и общественных наук. Позже, в 1940 году окончил отделение журналистики Школы политических наук в Праге.
Ещё во время учёбы в гимназии был активным членом «Пласта», в студенческие годы — организатором и одним из лидеров украинского студенческого движения в Праге и националистической молодежи. В Праге в 1930 вступил в «Союз подкарпатских русских студентов», избирался членом правления, а с 1932 по 1934 был его председателем. Живо интересовался историей родного края, и в сборнике «История Подкарпатской Руси в рассказах» напечатал 6 произведений. Сотрудничал с журналом «Наш родной край» и другими газетами.
В 1933 году С. Росоха начал издавать журнал «Пробоєм», который просуществовал до 1944 года. Организовал в Праге Общество украинских католических студентов, которое возглавлял до 1943. В начале 1930-х годов стал убеждённым украинским националистом. В 1932—1939 — руководитель пропагандистского сектора экзекутивы ОУН на Закарпатье. В июле 1934 председательствовал на II национальном съезде молодежи в Мукачево, в 1936 — руководил работой I съезда украинского студенчества, который проходил в Ужгороде.
В 1938—1939 был особо активным политическим деятелем. Избран в первый украинско-русинский Центральный народный совет, возглавляемый Августином Волошиным, затем стал референтом по прессе, информации и идеологической подготовке и связным с правительством Карпатской Украины от Организации национальной обороны «Карпатская Сечь», которую возглавлял Дмитрий Климпуш. На первом съезде «Карпатской Сечи» Степан Росоха выступил с докладом «Создание вооруженных сил народа». В сентябре 1938 года — руководитель «Украинской национальной обороны». Редактировал орган «Карпатской Сечи» — националистический журнал «Наступ» (выходил в 1937—1939 в Ужгороде и Хусте).
Позже, стал также референтом внешкольного воспитания Министерства культуры, образования и школ, руководил которым проф. Августин Штефан. В январе 1939 был включен в список послов (депутатов) сейма. Был активным оратором предвыборной кампании, выступал во многих селах Хустского, Межгорского и Тячевского районов. 15 марта 1939 участвовал в заседаниях сейма Карпатской Украины и был избран заместителем председателя сейма.
После оккупации Венгрией Карпатской Украины в 1939 году был арестован, однако ему удалось бежать и добраться до Праги, где он продолжал издавать газету «Наступ» и ежемесячник «Пробоєм», опубликовал ряд книг («Сойм Карпатської України»).
В январе 1944 гестапо арестовало его вместе с женой. После капитуляции Германии поселился с семьей в Регенсбурге, где жил до 1948 года. В январе 1949 переехал в Канаду, где активно включился в общественно-политическую жизнь — входил в состав различных организаций, сотрудничал с украинскими газетами («Новий шлях», «Вільне слово»), издавал книги, календари-альманахи «Слово», был членом Центрального совета НОШ.
Умер в 1986 году в Торонто (Канада).

## Источник
- Довганич О. Д. Карпатська Україна в боротьбі за незалежність: репресії проти її обронців та керівників /Післямова Миколи Вегеша. — Ужгород: Ґражда, 2007. — 140 с.